# بريانسون
 بريانسون ، (بالفرنسية: Briançon)‏، (نطق:bʁijɑ̃s)، هي بلدية فرنسية في إقليم الألب العليا، في منطقة بروفنس ألب كوت دازور، في جنوب شرق فرنسا. إنها مقاطعة فرعية للإدارة.

## المناخ
يظهر الجدول التالي التغييرات المناخية على مدار السنة لبريانسون:
| البيانات المناخية لـبريانسون       | البيانات المناخية لـبريانسون | البيانات المناخية لـبريانسون | البيانات المناخية لـبريانسون | البيانات المناخية لـبريانسون | البيانات المناخية لـبريانسون | البيانات المناخية لـبريانسون | البيانات المناخية لـبريانسون | البيانات المناخية لـبريانسون | البيانات المناخية لـبريانسون | البيانات المناخية لـبريانسون | البيانات المناخية لـبريانسون | البيانات المناخية لـبريانسون | البيانات المناخية لـبريانسون |
| الشهر                              | يناير                        | فبراير                       | مارس                         | أبريل                        | مايو                         | يونيو                        | يوليو                        | أغسطس                        | سبتمبر                       | أكتوبر                       | نوفمبر                       | ديسمبر                       | المعدل السنوي                |
| ---------------------------------- | ---------------------------- | ---------------------------- | ---------------------------- | ---------------------------- | ---------------------------- | ---------------------------- | ---------------------------- | ---------------------------- | ---------------------------- | ---------------------------- | ---------------------------- | ---------------------------- | ---------------------------- |
| الدرجة القصوى °م (°ف)              | 17.0 (62.6)                  | 17.2 (63.0)                  | 21.4 (70.5)                  | 22.9 (73.2)                  | 29.4 (84.9)                  | 31.8 (89.2)                  | 34.3 (93.7)                  | 33.3 (91.9)                  | 30.2 (86.4)                  | 27.6 (81.7)                  | 22.8 (73.0)                  | 18.3 (64.9)                  | 34.3 (93.7)                  |
| متوسط درجة الحرارة الكبرى °م (°ف)  | 5.0 (41.0)                   | 5.9 (42.6)                   | 9.8 (49.6)                   | 11.6 (52.9)                  | 16.9 (62.4)                  | 21.4 (70.5)                  | 24.8 (76.6)                  | 24.6 (76.3)                  | 19.8 (67.6)                  | 14.4 (57.9)                  | 8.6 (47.5)                   | 5.5 (41.9)                   | 14.1 (57.4)                  |
| المتوسط اليومي °م (°ف)             | 0.1 (32.2)                   | 0.6 (33.1)                   | 4.0 (39.2)                   | 6.2 (43.2)                   | 11.0 (51.8)                  | 14.8 (58.6)                  | 17.7 (63.9)                  | 17.5 (63.5)                  | 13.5 (56.3)                  | 9.0 (48.2)                   | 3.8 (38.8)                   | 1.0 (33.8)                   | 8.3 (46.9)                   |
| متوسط درجة الحرارة الصغرى °م (°ف)  | −4.8 (23.4)                  | −4.7 (23.5)                  | −1.7 (28.9)                  | 0.9 (33.6)                   | 5.2 (41.4)                   | 8.1 (46.6)                   | 10.5 (50.9)                  | 10.4 (50.7)                  | 7.2 (45.0)                   | 3.7 (38.7)                   | −1.0 (30.2)                  | −3.6 (25.5)                  | 2.6 (36.7)                   |
| أدنى درجة حرارة °م (°ف)            | −17.9 (−0.2)                 | −17.4 (0.7)                  | −18.4 (−1.1)                 | −10.7 (12.7)                 | −5.7 (21.7)                  | −0.2 (31.6)                  | 2.4 (36.3)                   | 1.4 (34.5)                   | −4.0 (24.8)                  | −8.1 (17.4)                  | −12.5 (9.5)                  | −16.9 (1.6)                  | −18.4 (−1.1)                 |
| الهطول مم (إنش)                    | 58.5 (2.30)                  | 39.3 (1.55)                  | 46.8 (1.84)                  | 71.3 (2.81)                  | 67.3 (2.65)                  | 68.9 (2.71)                  | 51.5 (2.03)                  | 54.4 (2.14)                  | 72.0 (2.83)                  | 99.0 (3.90)                  | 69.9 (2.75)                  | 60.2 (2.37)                  | 759.1 (29.89)                |
| متوسط أيام هطول الأمطار (≥ 1.0 mm) | 6.9                          | 5.2                          | 5.8                          | 8.6                          | 9.4                          | 8.7                          | 6.9                          | 6.9                          | 6.8                          | 9.6                          | 7.0                          | 7.2                          | 89.0                         |
| ساعات سطوع الشمس الشهرية           | 149.7                        | 164.8                        | 207.4                        | 180.9                        | 207.6                        | 232.7                        | 253.7                        | 230.1                        | 192.2                        | 156.6                        | 130.8                        | 126.2                        | 2٬232٫6                      |
| المصدر: Meteo France               |                              |                              |                              |                              |                              |                              |                              |                              |                              |                              |                              |                              |                              |

## توأمة
لبريانسون اتفاقيات توأمة مع كل من:
- روزنهايم (1974 -)
- سوسا

## أعلام
- نيكولا بونيت
- جاك شميت
- أورونس فينيه